# 娜奥米·福卡德
娜奥米·安妮·福卡德（英語：Naomi Anne Folkard，1983年9月18日—）生于華威郡皇家利明頓溫泉，是一名英国女子射箭运动员，主攻反曲弓项目。她在5岁时开始接触射箭，12岁时加入青少年国家射箭队，16岁时加入成年国家射箭队。后来她进入伯明翰大学学习音乐，并成为伯明翰大学乐队的成员。2000年悉尼奥运，她以替补身份进入英国奥运射箭队名单，四年后的雅典奥运，她进入正选名单，首次亮相奥运赛场。